# 足球之夢
《足球之夢》是塀内夏子關於足球的漫畫作品。1993年至1999年之間在講談社的週刊少年Magazine連載。

## 主要登場人物

### 無印篇
赤星 鷹
男主角，位置是MF或FW，背號0號。
自幼母親亡故，父親為高樓建築工人（鳶職），成長期間隨著父親的工作而不斷的轉學。
15歲時到處參加J聯盟各球隊的招募試驗，但都沒考上，纏住本橋比足球不放，最後在本橋引退時加入浦和紅鑽隊。
16歲時被選拔到世界杯的日本代表隊。
本橋 譲二
無印篇前半登場，位置是MF。右膝的韌帶斷裂而引退。
北村 大地
無印篇後半登場，位置是FW。家中原本是養豬，但是失火，而欠下大筆負債。
富永 朗
無印篇後半登場，位置是GK。
嶋 泰明
位置是DF。富永於大學時期的朋友。
小林 宏
本郷　剛
無印篇後半登場，位置是DF。
上条 直也
無印篇後半登場，位置是GK。
黒咲 一心
無印篇後半登場。